# Paradise: Faith
Paradise: Faith (en alemany: Paradies: Glaube) és una pel·lícula dramàtica austríaca del 2012 dirigida per Ulrich Seidl, la segona de la seva Trilogia Paradise. La pel·lícula va ser nominada al Lleó d'Or al 69è Festival Internacional de Cinema de Venècia i va guanyar el Premi Especial del Jurat. Va guanyar el premi al millor disseny de so als 26è Premis del Cinema Europeu.
La pel·lícula ha estat nomenada com la preferida del director John Waters, que va presentar la pel·lícula en la seva selecció anual dins del Festival de Cinema de Maryland de 2013.

## Argument
Anna Maria (Maria Hofstätter) és una dona austríaca de mitjana edat que viu sola en una casa benestant a Viena. Quan no treballa a l'hospital, neteja a fons la seva casa. Però ella no se sent sola; ella té Jesús; ella estima Jesús. Aquest amor incondicional de Déu l'habilita per vèncer les temptacions de la seva carn, pregant i utilitzant metòdicament tota mena d'autocàstigs.
Però no està sola en la seva recerca; és membre d'un petit grup ultrareligiós que intenta tornar la fe catòlica a Àustria; quan pren un descans de la feina en comptes d'anar de vacances, intenta porta a porta portar Déu als barris pobres que són ocupats majoritàriament per immigrants.
Tot i que la seva fe és forta, no només es veurà desafiada per les diverses reaccions de la gent a la qual intenta apropar-se, sinó també de tornada a casa, on el seu passat torna vivament. El seu marit musulmà paralític torna i demana una part del seu amor, que ella ofereix de bon grat només a Jesús.

## Repartiment
- Maria Hofstätter com Anna Maria
- Nabil Saleh com a Nabil
- Natalya Baranova com a Natalya
- Rene Rupnik com Herr Rupnik